# 狮子王
《狮子王》是一部1994年由華特迪士尼長篇動畫製作、由华特迪士尼影片發行的动画史诗歌舞電影，為第32部迪士尼经典动画长片，也是迪士尼文藝復興的第五部作品，該故事從威廉·莎士比亚的《哈姆雷特》取得灵感。
《獅子王》由羅傑·艾勒斯和罗伯·明可夫執導，唐·哈恩監製，劇本由艾琳·美琪、喬納森·羅伯茲和琳达·沃尔夫顿創作，原創歌曲則由艾爾頓·約翰和作詞家蒂姆·赖斯創作並由漢斯·季默配樂。電影採用群戲模式，其配音陣容包含了馬修·波特歷、詹姆斯·厄爾·瓊斯、傑瑞米·艾恩斯、喬納森·泰勒·托馬斯、莫伊拉·凱莉、納坦·朗、厄尼·沙貝拉、路雲·雅堅遜等人。
《獅子王》故事設定於非洲的一個獅子王國，主角为一只名叫辛巴的幼獅，它將從父親木法沙中繼承榮耀石的王位。但在辛巴的叔叔刀疤（木法沙嫉妒心極強的弟弟）謀殺木法沙後，辛巴便誤認為是自己害死父親，而因慚愧開始流亡。在和丁滿和彭彭的照顧下，辛巴逐漸成長，最後在兒時好友娜娜和他的萨满拉飛奇的啟迪下，重回榮耀石來挑戰刀疤以結束他的暴政，並重奪他在「生命的循環」中應有的王位。
《獅子王》的構思開始於1988年傑弗瑞·卡森伯格、洛伊·愛德華·迪士尼和彼得·施奈德於歐洲宣傳《奥丽华历险记》時的一個會議。托马斯·M·迪斯科撰寫了前期綱要，沃尔夫顿起草了第一份劇本，喬治·史克里布納則被簽約為導演，其後Roger亦一同加入執導。電影的製作於1991年開始，唯集中了大量迪士尼頂級動畫家的《风中奇缘》亦在同一時期製作中。在工作人員前往肯尼亚地獄門國家公園研討電影的設定和動物的一段時間後，史克里布納因不贊同將電影轉為音樂劇的決定並離開了製作團隊，由明可夫替代。而當Hahn加入計劃時，他對劇本十分不滿意，並很快重寫了故事。其後接近20分鐘的動畫鏡頭在佛羅里達迪士尼好萊塢夢工場製作，其中便包含了牛羚狂奔的動畫。
《獅子王》於1994年6月15日上映，並獲得影評家的正面評價，稱讚電影的音樂、故事及動畫。電影在全球票房達10.84億美元，並成為1994年全球總票房收入最高的電影、当时全球總票房收入第二高的电影以及現時全球總票房收入最高的傳統動畫電影。《獅子王》獲得了兩項與音樂相關的奥斯卡金像奖以及金球獎最佳音樂及喜劇電影。電影亦促成了許多衍生作品，包括百老匯改編音樂劇、衍生录影带首映電影、電視劇等。
2016年，電影被美國國會圖書館因其「文化上、歷史上或藝術上的重要性」被選入美國國家影片登記表保存。一部由強·法夫洛執導的CGI重製於2019年7月19日於美國上映。

## 劇情
在遼闊的非洲莽原上百獸們聚集在榮耀國的獅王木法沙與皇后沙拉碧的榮耀石下迎接王子的誕生，山魈拉飛奇高高舉起木法沙與莎拉碧的兒子辛巴令百獸向其致敬，唯有木法沙的弟弟刀疤對此不滿也沒有出席儀式，因為獅王家族的規定，如果木法沙沒有子嗣就由刀疤來繼承王位，但自從辛巴出生後就改變一切。剛開始辛巴對外面的事物感到很好奇，於是刀疤鼓勵辛巴到大象的墓地探險來證明他的勇氣，於是辛巴與他的青梅竹馬兼玩伴娜娜到外地去探索不顧沙祖的勸阻到墓地去，但是他不知道刀疤指使一群斑鬣狗(艾德、桑琪與斑仔)在墓地要襲擊他們，幸好木法沙及時趕跑斑鬣狗救下辛巴與娜娜，後來木法沙教導辛巴如果他想做為新的獅王必須要具備勇敢而強大的力量，讓辛巴希望自己能成為強大的獅王。
當天晚上，刀疤知道木法沙在大象的墓地拯救辛巴後，他決定除掉木法沙與辛巴兩人，於是想出一個邪惡的計畫。隔天刀疤要辛巴到峽谷去練習他的吼聲，然後命令斑鬣狗去驚動一大群牛羚讓他們狂奔穿過峽谷，當時仍然不知道危險逼近的辛巴看到驚慌的牛羚群石雖然爬到一顆小樹卻陷入危險，沙祖在辛巴的要求下找木法沙過來營救，沙祖找到木法沙報告辛巴遇到危險，而刀疤也跟隨救子心切的木法沙到峽谷去，雖然木法沙雖然受重傷拚盡力氣救下辛巴放置在懸崖上，但是他被刀疤給扔下山崖被牛羚群給踩踏身亡。悲痛的辛巴在斑鬣狗群的追殺下摔進荊棘叢裡生還，但是他不得不選擇離開榮耀國，後來刀疤假裝悲痛地告訴獅群有關木法沙為了拯救辛巴而犧牲的消息並且登上王位，而且還禁錮看破自己的謊言的沙祖。
落難的辛巴被狐獴丁滿和疣豬彭彭搭救，來到有許多樹林的地方，他們同時給辛巴帶來嶄新的生活理念「Hakuna Matata」(意思是不用擔心，按照自己的意願無憂無慮地生活)。辛巴在這種思想的薰陶下克服悲傷，卻忘記對王國的責任，歲月流轉成年的辛巴與木法沙一樣勇猛健壯。某日一頭尋找食物的母獅進入森林正要突襲丁滿和彭彭時被辛巴給阻撓，辛巴發現這頭母獅其實是經長大的娜娜，雖然娜娜跟辛巴深陷愛河，但是她來樹林去狩獵是有原因的。娜娜向辛巴表示自從刀疤登上王位讓榮耀國在斑鬣狗任意做為下變得滿目瘡痍的景象，也讓許多的動物因此紛紛遷徙至外地。所以她希望辛巴回國重振家園，但是辛巴仍因他父親的事而耿耿于懷，無法答應娜娜的請求，也無法正視自己的使命。
憂鬱的辛巴在拉飛奇的指引下正視自己的使命，最後當辛巴望向星空時發現雲聚集成木法沙的形象，木法沙告訴辛巴忘記他必須回到榮耀國重建家園成為新的獅王，並且說自己會永遠陪在他的身旁，讓辛巴鼓起勇氣踏上回家的路。後來娜娜與拉飛奇告訴丁滿與彭彭，有關辛巴回到榮耀國解決王國內亂的事情，他們也跟隨辛巴的腳步到榮耀國去幫辛巴，辛巴要求娜娜去集結所有的獅群而自己去找刀疤，刀疤假裝很高興的樣子並且表示他不希望用武力來解決問題，後來刀疤挑動辛巴內疚和軟弱的一面將他給逼到懸崖邊，令辛巴想起他父親木法沙的事，憤怒爬回崖邊讓刀疤透露出當年木法沙遇害的真相說出去，讓得知真相的獅群因此對斑鬣狗群開戰，辛巴破除他的心結獲得勇氣和力量協助獅群打退斑鬣狗群，而丁滿與彭彭救出沙祖與拉飛奇打退鬣狗群。
刀疤看到局面已定，爬到山谷上哀求辛巴放走他，辛巴說自己可以放走刀疤，但是條件是刀疤得帶著斑鬣狗群離開榮耀國，而且永遠不得再踏入國境一步，但是刀疤假裝同意辛巴的條件而突襲他，最後辛巴在打鬥中終於將刀疤給推落山谷下反敗為勝，而斑鬣狗群聽聞刀疤利用他們來掩飾他的事感到很憤怒，於是他們便將刀疤給大卸八塊。
事情結束後，辛巴在拉飛奇的指示下登上榮耀石，並且發出雄壯吼聲宣聲他是真正的獅王，荒蕪的大地伴隨著獅群的吼聲迎來新生機，當和平再度降臨榮耀國，百獸們再次聚集到榮耀石下為新獅王辛巴與王后娜娜歡呼，拉飛奇高高舉起他倆的孩子，代表著非洲草原上的萬物將生生不息。

## 配音員
| 配音                                                                           | 配音                                        | 配音                                                    | 配音           | 角色                               |
| 美國                                                                           | 臺灣                                        | 香港                                                    | 中国大陆       | 角色                               |
| ------------------------------------------------------------------------------ | ------------------------------------------- | ------------------------------------------------------- | -------------- | ---------------------------------- |
| 馬修·波特歷 喬瑟夫·威廉斯（唱） 喬納森·泰勒·托馬斯（幼年） 傑森·維弗（幼年唱） | 李勇 劉安 張家維（幼年唱） 謝孟汝（幼年唱） | 詹瑞文 賴嘉賢（幼年） 鄧肇基（幼年唱） 盧子峰（幼年唱） | 路知行（成年） | 辛巴（Simba）、獅子                |
| 傑瑞米·艾恩斯                                                                  | 徐健春 丁達明（唱）                         | 盧國雄 陳芳榮（唱）                                     | 张震           | 刀疤（Scar）、獅子                 |
| 詹姆斯·厄爾·瓊斯                                                               | 陳明陽                                      | 盧雄                                                    | 范哲琛         | 木法沙（Mufasa）、獅子             |
| 茉莉婭·凱麗 莎莉·多沃斯基（唱） 妮琪塔·卡拉米（幼年） 蘿拉·威廉斯（幼年唱）    | 林芳雪 陳秀珠（唱） 丁文（幼年）            | 張佩德 譚嘉欣（幼年）                                   |                | 娜娜（Nala）、獅子                 |
| 內森·蓮                                                                        | 李勇                                        | 關信培                                                  | 凌振赫         | 丁滿（Timon）、狐獴                |
| 爾尼·沙貝拉                                                                    | 佟紹宗 馬兆駿（唱）                         | 梁灼彬                                                  | 张遥函         | 彭彭（Pumbaa）、疣豬               |
| 羅伯特·奎拉姆                                                                  | 佟紹宗                                      | 龍天生                                                  | 郭政建         | 拉飛奇（Rafiki）、山魈             |
| 羅文·阿金森                                                                    | 孫德成                                      | 吳錦源 李鎮洲                                           |                | 沙祖（Zazu）、黄嘴犀鸟             |
| 瑪姬·辛克拉                                                                    | 崔幗夫                                      | 張敏儀                                                  |                | 沙拉碧（Sarabi）、獅子             |
| 琥碧·戈柏                                                                      | 王華怡                                      | 謝月美                                                  |                | 桑琪（Shenzi）、斑鬣狗             |
| 切奇·马林                                                                      | 沈光平                                      | 李建良                                                  |                | 斑仔（Banzai）、斑鬣狗             |
| 吉姆·康明斯                                                                    | 使用原音                                    | 使用原音                                                | 使用原音       | 艾德（Ed）、斑鬣狗                 |
| 吉姆·康明斯                                                                    |                                             |                                                         |                | 鼹鼠（Mole）、鼹鼠                 |
| 柔依·李德                                                                      |                                             |                                                         |                | 沙拉菲娜（Sarafina）、獅子         |
| 布赖恩·托                                                                      |                                             |                                                         |                | 戰鬥鬣狗（Fighting Hyena）、斑鬣狗 |
|                                                                                | 陳世娟 林美滿 謝文德 樓恩奇                 | 黃偉年 鍾慶鴻 陶贊新 周小君 趙自美                      |                |                                    |

## 音樂
曾经和作曲家亚伦·孟肯合作为电影《阿拉丁》作词的词作家蒂姆·賴斯接受了为《狮子王》作词的要求，但同时要求找一位作曲家与其合作。在无法请到孟肯的情况下，制片者在赖斯的建议下邀请了艾爾頓·約翰。最后约翰接受了这份邀请。
约翰和赖斯为《狮子王》写了五首原创歌曲——生生不息、等我长大来当王（I Just Can't Wait to Be King）、快准备（Be Prepared）、无忧无虑以及今夜感觉我的爱。在IMAX和DVD的发行版又增加了一首《晨报》(The Morning Report)，这首歌的原版在电影制作期间被删去但最后在《狮子王》音乐剧中再次使用。这部电影的配乐是由漢斯·季默编写的。他因为曾经为电影《情系我心》(The Power of One)和《分离的世界》(A World Apart)编写过非洲式的配乐而被请来为《狮子王》配乐。
电影的原声带在1994年7月13日发布，在Billboard上是该年第四最畅销的唱片和最畅销的电影原声带。

## 迴響

### 評價
本片大獲好評。爛番茄根據126條評論，持有93%的新鮮度，平均得分8.39／10。在Metacritic上，電影獲得了88分。

### 票房
《狮子王》北美地區的票房總額為422,783,777美元，在世界其他國家和地區票房總額為5.457億美元，全球票房達968,483,777美元，为目前所有電影中總票房收入第42高、所有动画電影中總票房收入第七高以及所有華特迪士尼動畫工作室制作的电影中总票房收入第四高（仅次于《冰雪奇缘2》、《冰雪奇缘》和《動物方城市》），亦是1994年全球總票房收入最高的電影。电影在最初上映并获得7.634亿美元票房后，便已成为当时全球總票房收入第二高的电影，仅次于《侏羅紀公園》。在2011年重新上映以前，电影在北美及全球動畫電影总票房曾一度保持最高，直到被使用计算机动画所制作的2003年的《海底总动员》、2004年的《史瑞克2》、2009年的《冰原歷險記3：恐龍現身》及2010年的《玩具總動員3》所超越。2011年3D重制的收入则使《狮子王》重新超过上述除《玩具總動員3》外的所有电影票房，成为全球動畫電影总票房收入第二高的电影——其后再次被2013年的《冰雪奇缘》、2015年的《小小兵》、2016年的《動物方城市》、2019年的《冰雪奇缘2》和同在2019年的本作CGI动画重制版所超越，降为第七高——并依然保持全球手绘动画电影总票房最高收入。电影亦是过去50年间预测观影人数最高的动画电影。

### 奖项与评价
- “非常高兴能看到一齣不是将流行音乐胡拼乱凑而制作出来的音乐剧。该剧的剧情，音乐，技术的配合，灯光以及舞台效果精美绝伦。茱莉·泰默简直是让观众们进行了一次非洲之旅-这可是你现在能在澳大利亚找到的最棒的事情了。狮子王万岁！”——《星期日先驱太阳报》凯瑟琳·兰伯特
- “那么的光彩夺目，那么的美丽动人-强烈推荐！老少皆宜！”——《先驱太阳报》克里斯·博伊德
- “一部重要的百老汇剧作……近年来最令人难忘，最令人感动以及最独具特色的原创剧作……演出充满了戏剧色彩，让人惊叹不已……泰默小姐一次次地将观众诱惑至此。这，就是戏剧！”——《纽约时报》文森特·坎贝
- “这是让人热血沸腾的剧作。从第一分钟开始，《狮子王》就让你觉得自己身处一片崭新的大地上-不-应该是身处一个崭新的世界里。”——《今日美国》大卫·帕特里克·斯特恩斯
- “在那个惊喜迭出的夜晚，音乐的旋律和戏剧的光彩的碰撞，迸发出了闪亮热烈的梦幻之花……令人难忘的戏剧魔法和奇迹。”——《悉尼先驱晨报》约翰·山德
- “精彩之处让你目不暇接……真不明白为什么电影还会有市场。”——《澳大利亚人》黛波拉·琼斯
- “令人震惊……这是你此生能看到的最具有视觉震撼力的剧作了……去看看这出精美的不可思议的音乐剧吧，这是超级明智的选择。”——《每日电讯报》麦克尔·波蒂
- “作为一部视觉效果和音乐大作的混合产物，《狮子王》很好地揉合了非洲风情的面具和涂彩（造型和布景）和亚洲的木偶表演技巧，巧妙地把握了从收缩到一只田鼠到放大至一望无际的稀树大草原的场景变换的调控。这出戏绝对会让你摒息观看。”——《太阳先驱报》柯林·罗斯

### 趣聞
- 幼年辛巴與父親木法沙觀看星空時，天空中排列出的星座為獅子座。
- 辛巴在夜空下撲坐揚起塵沙時，排出了疑似SEX的字樣，但迪士尼動畫家張振益解釋塵沙的字樣其實是SFX（視覺特效小組的縮寫）。
- 原本設定木法沙死後便不再登場，但之後修正為以幻影出現來鼓勵辛巴。
- 在Be Prepared這首歌的土狼行軍片段，為模仿歷史上希特勒的納粹大閱兵。
- 今夜感覺我的愛這首歌原本計畫使用彭彭與丁滿的合唱版本，後來經過考慮後取消。
- 本作在日本上映時，被懷疑抄襲了手塚治蟲的，引發了正反兩派的論戰，同樣被指稱抄襲的還有同屬迪士尼的妙妙探和失落的帝國。

## 抄襲爭議
《狮子王》和日本漫畫家手塚治虫的漫畫作品兩套動畫的吻合程度，遠遠超越合理解釋：主角叫 Kimba，《獅子王》主角則用了前者的棄名Simba；兩個故事都描述獅王父親被殺的小獅如何重登王位；兩個主角都有一隻長舌鸚鵡同伴和得到狒狒長老的幫助；兩個大壞蛋都是面帶疤痕的雄獅，而且都有鬣狗同黨。不少動畫迷自製的網頁，甚至登出劇照，證明《獅子王》許多畫面和片段是用了《小獅王》作藍本。當中最明顯的例子之一，便是在關鍵的一幕，兩位主角在信心動搖時，都不約而同在天際雲間看見父王的亡靈。

## 平反
在一篇1994年的訪談中，《獅子王》導演罗伯·明可夫表示他並不熟悉系列動畫，一直到為了宣傳《獅子王》而前往日本之後才得知了這部作品的存在，在訪談的後續，一位日本漫畫研究者以及《小獅王》在美國的發行總監都認為這兩部作品雖然確實包含著一些相似之處，但在故事上卻擁有著相當顯著的差別。像是在《小獅王》中，Kimba 的父親是死於人類獵人的手下，隨後抓走了當時懷著他的母親，接著母親在船上生下他之後就過世，年幼的Kimba只好獨自游回非洲，並在過程中見證到了人類文明與叢林文明的差異。另一方面，導演也認為只要他們將故事設定在非洲，就很難避免使用狒狒、鳥以及鬣狗當成角色。
此外，時任手塚製作總裁松谷孝征也在該篇訪談中表示：「我們公司的許多員工在搶先看完了《獅子王》後，對於這個議題展開討論，最終得出了一個結論，當人們把動物當成藍本並進行角色繪製時，很難避免出現這樣的相似之處。如果迪士尼公司確實是參考了《小獅王》，那我們的創辦人手塚治虫一定會非常高興的。因此，我們公司中的普遍看法就是，《獅子王》與《小獅王》是兩部截然不同的作品，而《獅子王》完全是由迪士尼利用他們長久以來傑出製作技巧打造的原創作品。」
在2003年的自傳《我的父親手塚治虫》中，手塚治虫的兒子手塚眞也談論到了這個爭議，他表示這個爭議其實並非始於日本，而是來自美國，這是基於許多民眾對於迪士尼商業模式的不滿，並拒絕參與在這場爭議，或是對於迪士尼的攻擊中，因為他不希望看到自己父親的作品變成他人的武器，最終，他也表示《獅子王》與《小獅王》之間有著完全不同的故事與主題，如果《獅子王》的故事也是圍繞在一隻會跟人類說話的白獅子身上，那他可能就無法為兩部作品的差異護航。

## 發行
该片双碟版的白金典藏版DVD已经分别由中录德加拉、洲立、博伟在中国大陆、香港、台湾发行。电影原声带由滚石在两岸发行後，EMI、艾迴分别在中国大陆、台湾再度发行。

## 衍生作品

### 音乐劇
根據電影改編的《獅子王》音樂劇於1997年7月首演，當10月開始常駐美國百老匯公演後，大獲好評，當年獲得11項托尼獎提名，其中得到包括最佳音樂和最佳導演在內的6項獎項。該劇目隨後被歐美多國引進，在倫敦、多倫多等地還出現了不同的修改版。
北京時間2006年7月18日19點15分，《獅子王》音樂劇首次在中國上海的上海大劇院出演，反響強烈，好評如潮。2008年8月8日~24日來台灣台北小巨蛋首演，場場爆滿、一票難求。
《獅子王》音樂劇原聲帶在中國由滾石在兩岸發行，後經上海音像出版社在中國大陸地區再次發行，現在均已絕版。

### 續集電影
迪士尼分別於1998年、2004年以錄像帶首映方式分別推出了《獅子王2：辛巴的榮耀》（The Lion King II: Simba's Pride）和《狮子王3：Hakuna Matata》（The Lion King 3: Hakuna Matata，又稱（The Lion King 1½）兩部長篇續集電影。
中國大陸地區的6區正版VCD和DVD光碟由華特迪士尼公司授權中錄德加拉公司發行。

### 动画连续剧
由澎澎和丁满主演的动画剧集《彭彭丁满历险记》於1995年在美国迪士尼频道首播，并且通过迪士尼中国大陸公司的《小神龙俱乐部》节目，在中国大陸各地的地方电视台播出了该片的普通话配音版。
《狮子王2:辛巴的荣耀》的续集动画剧集《小獅王守護隊》则于2016年在迪士尼频道首播，之后在迪士尼儿童频道正式开播，香港由2020年5月7日起於ViuTV播放動畫。

### 遊戲軟體
- 《狮子王》同名游戏曾于1994年12月在超级任天堂、MD及个人电脑上推出同名遊戲軟體，开发商是后来以“終極動員令”系列闻名美国的西木工作室，以横板动作遊戲为形式，扮演辛巴从幼狮成长直到战胜刀疤的过程。2019年11月，艺电将该遊戲与《阿拉丁》同名遊戲整合为《迪士尼经典遊戲》于Nintendo Switch上推出。

### 惡搞
由於此片的熱銷，自然也會有許多想惡搞的團隊藉此調侃迪士尼，其中最出名的就是夢工厂动画將《獅子王》系列部分情節給惡搞后于2005年製作出的「馬達加斯加系列電影」，其中第二部就是在惡搞此片。